# Ꝕ
Ꝕ, ꝕ (P с беличьим хвостиком) — буква расширенной латиницы. В Средневековье использовалась как сокращение буквосочетания prae.